# Lublinica
Die Lublinica (deutsch Lublinitzer Wasser) ist ein rechter Nebenfluss der Mała Panew (Malapane) in Schlesien, Polen.
Die heutige Quelle entstand durch Meliorationsmaßnahmen und liegt dichter am Ort – erkennbar als langgezogener Graben der von Südwest nach Nordost zunächst in Richtung Wald abfließt. Die ursprüngliche Quelle ist inzwischen verschüttet, aber auf der historischen Karte noch eingezeichnet, sie lag am Nordhang des Kaiser-Berges in 290 Meter Höhe. Das betreffende Flurstück wird als Feld genutzt.
Die Mündung befindet sich auf der historischen Karte etwa 1000 Meter westlich von Zawadzkie (deutsch: Andreashütte), nahe dem Forstort Malepartus. Seinerzeit verlief die Straße am Forsthaus vorbei. Gegenwärtig sind sowohl die Straße (901) als auch der Mündungspunkt näher in Richtung der Stadt befindlich, auch wurden vom Fluss Bewässerungsgräben abgezweigt, die etwas östlich münden.

## Anmerkung
Die Topographischen Koordinaten von Quelle und Mündung wurden auf der Grundlage des historischen Kartenbildes bestimmt. Hierzu fand das folgende Kartenmaterial Verwendung:
- TK25  Blatt 5378 Lublinitz - Ausgabe 1883 – Quellgebiet
- TK 25 Blatt 5377 Pawonkau - Ausgabe 1937 – Oberlauf
- TK 25 Blatt 5376 Grafenweiler - Ausgabe 1936 – Unterlauf und Mündung